# Sarcophaga erecta
Sarcophaga erecta är en tvåvingeart som beskrevs av Engel 1925. Sarcophaga erecta ingår i släktet Sarcophaga och familjen köttflugor. Inga underarter finns listade i Catalogue of Life.